# Потехин, Александр Павлович
Алекса́ндр Па́влович Потехин (23 февраля 1951 — 7 января 2019, Иркутск) — советский и российский физик, специалист в области физики верхней атмосферы и распространения радиоволн, методов дистанционного зондирования, член-корреспондент РАН (2006).

## Биография
Родился 23 февраля 1951 года в поселке Карымское Карымского района Читинской области.
В 1974 году окончил физический факультет Иркутского государственного университета.
После окончания ВУЗа работал инженером, младшим научным сотрудником лаборатории распространения радиоволн Научно-исследовательского института прикладной физики при ИГУ.
С 1976 по 1979 годы — научный сотрудник в Сибирском институте земного магнетизма, ионосферы и распространения радиоволн (СибИЗМИР) СО АН СССР.
С 1979 по 1987 годы работал инженером в отраслевой лаборатории Ленинградского НПО «Вектор» при СибИЗМИР.
С 1987 года вновь работал в СибИЗМИР (сейчас это — Институт солнечно-земной физики СО РАН), пройдя путь от заведующего лабораторией до директора института (2010—2016).
В 2003 году защитил докторскую диссертацию.
В 2006 году избран членом-корреспондентом РАН.

## Научная деятельность
Специалист в области физики верхней атмосферы и распространения радиоволн, методов дистанционного зондирования.
Основные направления исследований — изучение структуры и динамики верхней атмосферы, распространения радиоволн в ионосфере, радарных методов дистанционного зондирования.
Охарактеризовал процесс распространения декаметровых радиоволн в волноводе Земля — ионосфера на базе метода нормальных волн, развил асимтотические методы построения ряда нормальных волн для моделей волновода, близких к реальным, которые позволили впервые провести анализ поля в волноводе на сверхбольших дистанциях, где лучевой подход не применим. Получил радиолокационные уравнения обратного рассеяния радиоволн в ионосфере, справедливые для произвольных радиусов корреляции неоднородностей.
На базе радиолокационной станции «Днепр» разработал (в соавторстве) Иркутский радар некогерентного рассеяния, который включен в «Перечень уникальных научно-исследовательских и экспериментальных установок России», а также является единственным в стране, входящим в мировую сеть из десяти радаров некогерентного рассеяния, и существенным образом дополняющим долготную цепочку среднеширотных радаров США, Европы и Японии. На нём развернул важные для практики исследования по методам контроля космических объектов.
Руководитель организации и проведения длительного цикла (1993—2005) наблюдений и специальных экспериментов на Иркутском радаре некогерентного рассеяния. Впервые для Сибирского региона получил обширные ряды данных о концентрации, температурах ионов и электронов, скорости дрейфа ионосферной плазмы в различных гелиогеофизических условиях, позволяющие уточнять модели системы ионосфера — термосфера.
Работы А. П. Потехина с сотрудниками по созданию Иркутского радара некогерентного рассеяния обеспечили основу для дальнейшего развития перспективных исследований мирового уровня в области физики верхней атмосферы и околоземного космического пространства.
Преподавал в ИГУ.
Научно-организационная деятельность
- заместитель председателя Научного совета РАН по распространению радиоволн;
- член Объединенного ученого совета по физико-техническим наукам СО РАН.

Основные труды
- Иркутский радар некогерентного рассеяния // Радиоэлектрофизика и электроника. 2002. Т.47, № 11. С.1-8 (в соавт.);
- Современный цифровой ионозонд APS-4 и его возможности // Солнечно-земная физика. 2004. Вып.5. С.101-105 (в соавт.);
- Сравнение параметров F-слоя ионосферы, измеренных на дигизонде DPS-4, ЛЧМ-ионозонде и радаре некогерентного рассеяния в Иркутске во время магнитной бури 29-31.10.2003 г. // Геомагнетизм и аэрономия. 2005. Т.45, N 1. С.134-141 (в соавт.).

## Награды
- Медаль ордена «За заслуги перед Отечеством» II степени (2008)[2]